# Swingtime in the Movies
Swingtime in the Movies ist ein US-amerikanischer Kurzfilm von Crane Wilbur aus dem Jahr 1938 mit Fritz Feld in der Hauptrolle. Der Film wurde in Technicolor gedreht. In diesem musikalischen Kurzfilm geht es unter anderem um eine Kellnerin, die in der Warner-Bros.-Kantine arbeitet und die sich ihr gebotene Chance ergreift, als Filmschauspielerin zu arbeiten.

## Handlung
Der Regisseur Mr. Nitvitch dreht gerade einen Low-Budget-Westernfilm. Mit seiner Hauptdarstellerin ist er ganz und gar nicht zufrieden – auch weil sie lispelt und die Kusstechnik nicht beherrscht. Demnach ist seine Stimmung gereizt, nach kurzer Drehphase am Set schickt er seinen Stab zur Mittagspause.
In der Studiokantine arbeitet die Südstaatenschönheit Joan Mason. Sie träumt schon lange von einer Hollywood-Karriere. In dieser Kantine bedient sie Stars wie Humphrey Bogart, Marie Wilson oder Pat O’Brien oder auch den Regisseur Mr. Nitvitch. Auch er kommt mit seinem Assistenten zum Essen und bestellt sich Bohnensuppe. Kurz darauf kommen Freundinnen von Joan herein und sind verwundert, dass diese es nur zur Bedienung der Kantine gebracht hat. Für Joan ist das eine unangenehme, peinliche Situation. Rick Arden, dem Assistent des Regisseurs, bleibt dies nicht verborgen und er springt Joan bei, indem er behauptet, dass sie sehr wohl eine Rolle in einem Film spiele. Kate ergreift die sich ihr bietende Chance und erzählt, sie sei mit Mr. Nitvitch verabredet. Dieser ist nur kurz empört; denn er erkennt ihren wundervollen Südstaaten-Akzent und engagiert sie kurzentschlossen für seinen Film.

## Produktion

### Produktionsnotizen, Hintergrund
Der Film entstand 1938 in den Warner Bros. Studios unter der Regie von Crane Wilbur. Wilburs größter Erfolg war die Vorlage für den Kriminalfilm Schule des Verbrechens (Crime School) aus demselben Jahr mit Humphrey Bogart in der Hauptrolle.
In der „berühmten“ Studio-Kantine-Szene des Films hatten einige damalige Hollywood-Stars einen kurzen Cameo-Auftritt, so unter anderem Humphrey Bogart mit den Dead End Kids, Marie Wilson, Pat O’Brien, Rosemary Lane sowie George Brent. Für Humphrey Bogart, war dies sein erster Filmauftritt, der allerdings nur wenige Sekunden dauert, der in Farbe gedreht wurde. Er beobachtet die Dead-End-Kinder beim Mittagessen.

### Soundtrack
- You Qoughta in Pictures, Musik: Dana Suesse, Text: Edward Heyman
  - Vortrag: Studioorchester
- Swingin’ Through the Kitchen Door, Musik: Maurice K. Jerome, Text: Jack Scholl
  - Vortrag: weibliche Darstellerinnen in Gesangs- und Tanznummern
- Drifting on the Rio Grande, Musik und Text wie zuvor
  - Vortrag: John Carroll
- The Toast of the Texas Frontier, Musik und Text wie zuvor
  - Vortrag: Kathryn Kane und Frauenchor
- Look Out for Love, Musik und Text wie zuvor
  - Vortrag: John Carroll

## Veröffentlichung, DVD-Veröffentlichung
In den Vereinigten Staaten war der Film erstmals am 24. Dezember 1938 zu sehen. Der Langtitel des Films lautet: #3: Swingtime in the Movies. In Russland wurde der Film unter dem Titel Время свинга в кино (Swingtime im Kino) veröffentlicht.
Der Film wurde 2004 von Warner Bros. als Bonus der DVD-Veröffentlichung des Kriminalfilms Nachts unterwegs 2004 von Warner Bros. herausgegeben. Das war für den Film auch die deutsche Erstaufführung. Da der Film nie in deutscher Sprache synchronisiert wurde, ist er nur in der englischen Originalsprache mit deutschen Untertiteln verfügbar.

## Rezeption

### Kritik
Auf der Seite The Bogie Film Blog war zu lesen, der Kurzfilm biete kurzen, harmlosen Spaß. Wäre er länger als zwanzig Minuten gewesen, wäre er wahrscheinlich langweilig geworden, aber so wie er sei, mache er viel Spaß und sei ein gutes Vehikel für zwei sehr talentierte Komödienschauspieler, Fritz Feld und Charley Foy. Felds Timing sei hervorragend, sein Akzent großartig (ob echt oder übertrieben). Auch Foy sei großartig, er gehöre wahrscheinlich zu den Schauspielern, die nie die Anerkennung erfahren würden, die sie verdient hätten. Fazit: Wer Musicals möge, ein paar Lacher wolle und zwanzig Minuten Zeit habe, für den gebe es sicherlich schlechtere Möglichkeiten, als sich diesen Kurzfilm anzusehen.
Louisa Eggleton schrieb auf der Seite Oscar Nom-Noms / Oscars 1939, dass die Witze über den Akzent des Regisseurs schnell langweilig würden, auch ein unlustiger Sketch über Lispeln, sei wirklich schmerzhaft anzusehen. Gut gewesen seien die Café-Szenen. Bogarts kurzer Auftritt wurde mit „Yay!“ (Juhu!) kommentiert. Richtig Spaß gemacht habe das Lied und der Tanz an der Küchentür, schön gewesen seien die Flussszenen, das Lied allerdings sei langweilig gewesen und die Kussszenen unangenehm. Gut hingegen sei das Grenzlied gewesen, auch wenn die Kameraeinstellungen für die Tänzer schlecht gewählt worden seien.
Paghat the Ratgirl befasste sich bei Weird Wild Realm mit dem Film und meinte, der Film präsentiere eine komische Geschichte über die Ereignisse auf dem Studiogelände während der Dreharbeiten zu einem B-Western-Musical. Obwohl der Film eher ein Werbefilm für Warner Brothers als ein richtiges Comedy-Musical sei, sei er für den Oscar als bester Kurzfilm nominiert gewesen. Charme habe der Film, dessen Höhepunkt ein stummer Cameo-Auftritt von Jerry Colonna sei, definitiv. Dieser kleine Film sei zumindest wegen der Lieder und Cameos die Zeit wert.

### Auszeichnung
Swingtime in the Movies erhielt 1939 eine Oscar-Nominierung in der Kategorie „Bester Kurzfilm“. Die Auszeichnung in dieser Kategorie ging jedoch an das Kurzfilmdrama The Declaration of Independence, einen Film der ebenfalls unter der Regie von Crane Wilbur realisiert wurde.